# Lassy (Calvados)
Lassy is een plaats en voormalige gemeente in het Franse departement Calvados in de regio Normandië. De plaats maakt deel uit van het arrondissement Vire. Op 1 januari 2017 fuseerde Lassy met de aangrenzende gemeenten Saint-Jean-le-Blanc en Saint-Vigor-des-Mézerets tot de commune nouvelle Terres de Druance.

## Geografie
De oppervlakte van Lassy bedraagt 12,6 km², de bevolkingsdichtheid is 26,7 inwoners per km².
De onderstaande kaart toont de ligging van Lassy (Calvados) met de belangrijkste infrastructuur en aangrenzende gemeenten.

## Demografie
Onderstaande figuur toont het verloop van het inwonertal (bron: INSEE-tellingen).
Vanwege een beveiligingsprobleem met de MediaWiki Graph-software is het momenteel niet mogelijk deze grafiek weer te geven. Zodra de software is bijgewerkt zal de grafiek vanzelf weer zichtbaar worden.